# Francisco De Roig
Francisco De Roig Ventura (kat. Francesc Roig i Ventura; ur. 18 sierpnia 1900 w Terrassie, zm. 22 lipca 1953) – hiszpański hokeista na trawie, uczestnik Letnich Igrzysk Olimpijskich 1928.
De Roig dostał powołanie na letnie igrzyska olimpijskie w Amsterdamie w 1928 roku. Wystąpił tam w jednym spotkaniu fazy grupowej (grał w linii ofensywnej). 23 maja Hiszpanie zremisowali 1–1 z Holendrami a De Roig był strzelcem gola dla Hiszpanii. Przegrali oni jednak mecz inauguracyjny z Niemcami (1–5), a także 1–2 z Francuzami, tym samym zajmując ostatnie miejsce w fazie grupowej.